# Kohlmarkt (Braunschweig)

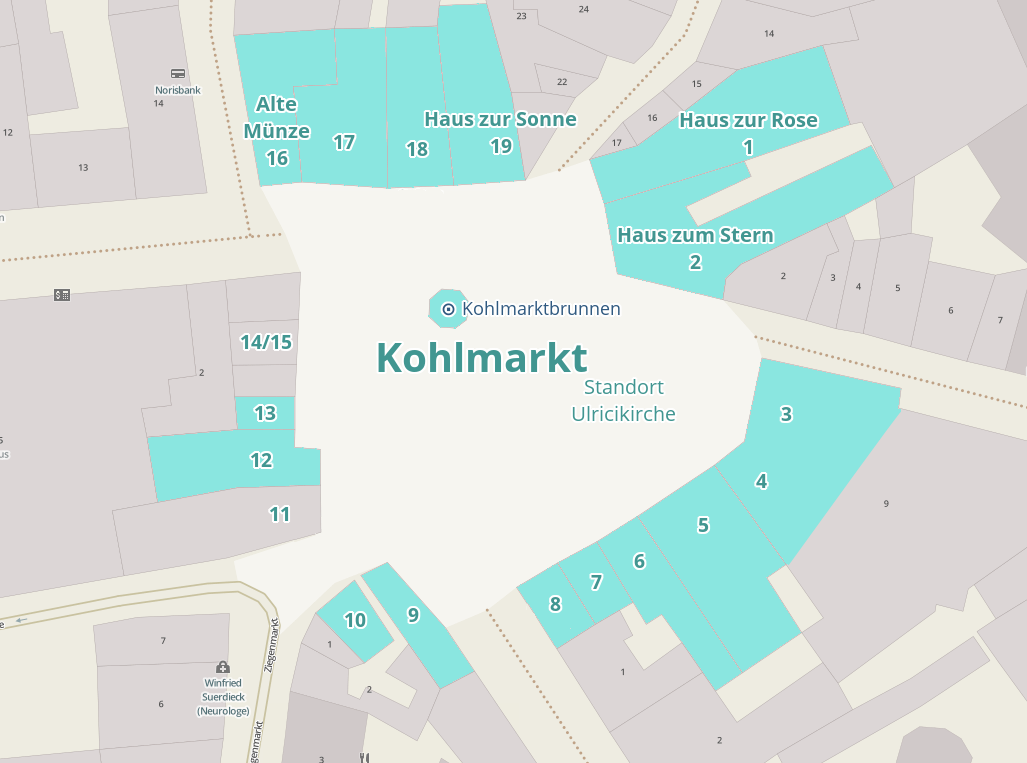
Karte des Kohlmarkts

Foto von 1904: Der Kohlmarkt, Blickrichtung Nordnordost in die Schuhstraße (Bildmitte). Im Zentrum der 1869 von Oskar Sommer entworfene Kohlmarktbrunnen. Die Häuser v. l. n. r.: Das „Haus zur Sonne“ von 1792/93, (dazwischen die Schuhstraße) das „Haus zur Rose“ von 1590 mit dem Café Central und das 1894 errichtete „Haus zum Stern“.

Der Kohlmarkt ist ein zentraler Marktplatz in Braunschweig. Er gehört zu den ältesten Siedlungsgebieten innerhalb der Stadt und liegt im Weichbild Altstadt.

## Namensursprung
Bereits seit 1342 ist die Bezeichnung „uppe deme kolemarkede“ belegt, auf Lateinisch wurde der Platz als „forum carborum“ bezeichnet und auf Deutsch ursprünglich „Kohlenmarkt“. Die heutige Benennung „Kohlmarkt“ ist also auf „Kohle“, die dort gelagert und verkauft wurde, zurückzuführen und nicht etwa auf das Gemüse „Kohl“.

## Siedlungsgeschichte
Spätestens um das Jahr 1000 entstand an diesem Ort die „Kohlmarktsiedlung“, die im Überschwemmungsgebiet der Oker lag. Der Marktplatz bildete den Schnittpunkt zweier Fernhandelswege, die an dieser Stelle gemeinsam eine Furt durch die Oker nutzten. Für die Händler war er ein idealer Rast- und Stapelplatz. Das Zusammentreffen der Handelsstraßen ist daran zu erkennen, dass der Platz trapezförmig ist.

## Der Kohlmarkt als städtebauliches Ensemble

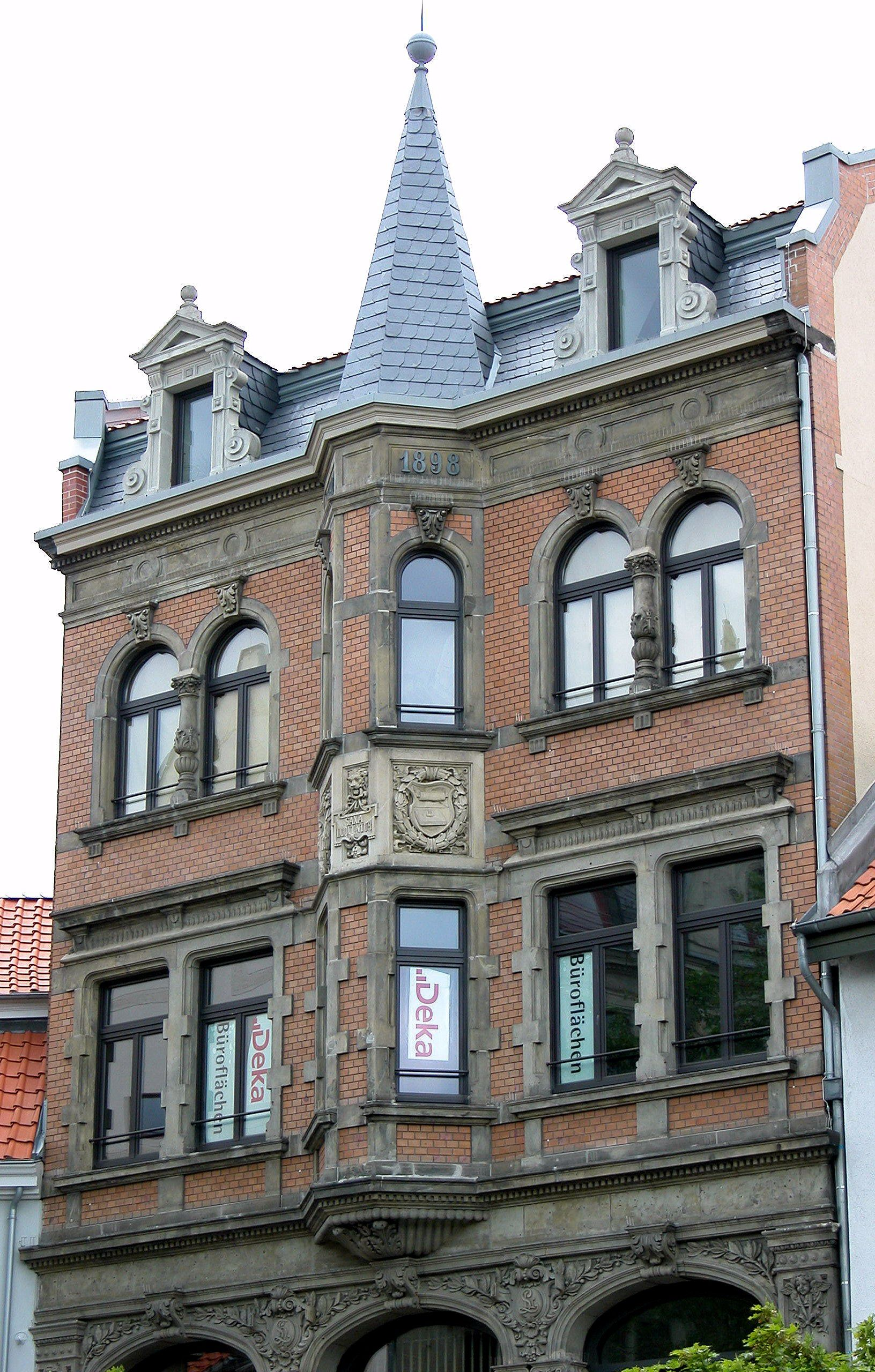
Am Kohlmarkt

### St. Ulrici
Die Braunschweiger Reimchronik gibt an, dass die St. Ulrici- oder Ulrichs-Kirche (nicht zu verwechseln mit der nur wenige Hundert Meter entfernten Kirche gleichen Namens, die im Allgemeinen „Brüdernkirche“ genannt wird) um 1036 geweiht wurde. Eine erste urkundliche Erwähnung ist für das Jahr 1288 belegt. Sie war die Pfarrkirche für das Weichbild Sack sowie für Teile der Altstadt. Verschiedene Reparaturen zwischen 1494 und 1514 verursachten zahlreiche Bauschäden und führten zu einem Teileinsturz des Kirchenschiffes, was den Rat 1544 schließlich dazu bewog, die gesamte Kirche abreißen zu lassen. Der gewonnene Raum wurde dem engen Kohlmarkt zugeschlagen. Die Parochie wechselte zur in der Nähe befindlichen Brüdernkirche; auch das aus dem Jahre 1440 stammende Taufbecken befindet sich seither dort.

#### Archäologische Grabungen
Mehrjährige Grabungen Ende der 1970er Jahre bestätigten die Annahme, dass die 1544 abgerissene Ulrici-Kirche auf den Fundamenten eines Vorgängerbaus aus dem 10. Jahrhundert stand, einer Saalkirche mit einer Breite von 5,60 m und einer Länge von 7,50 m. Die Ulrici-Kirche selbst war dreischiffig gewesen. Darüber hinaus wurden 176 Grabstellen gefunden, die bewiesen, dass es sich um eine Pfarrkirche gehandelt hatte. Nachdem die Grabungen Anfang der 1980er Jahre abgeschlossen waren, war dieser Bereich eine Zeit lang abgesenkt. Mehrere Vitrinen gaben Einblick in die Funde (Skelette, Mauerreste etc.) in diesem Bereich der Innenstadt. Noch heute ist der Umriss der Kirche aus dem 10. Jahrhundert auf dem Marktplatz besonders gekennzeichnet.

### „Haus zum Stern“

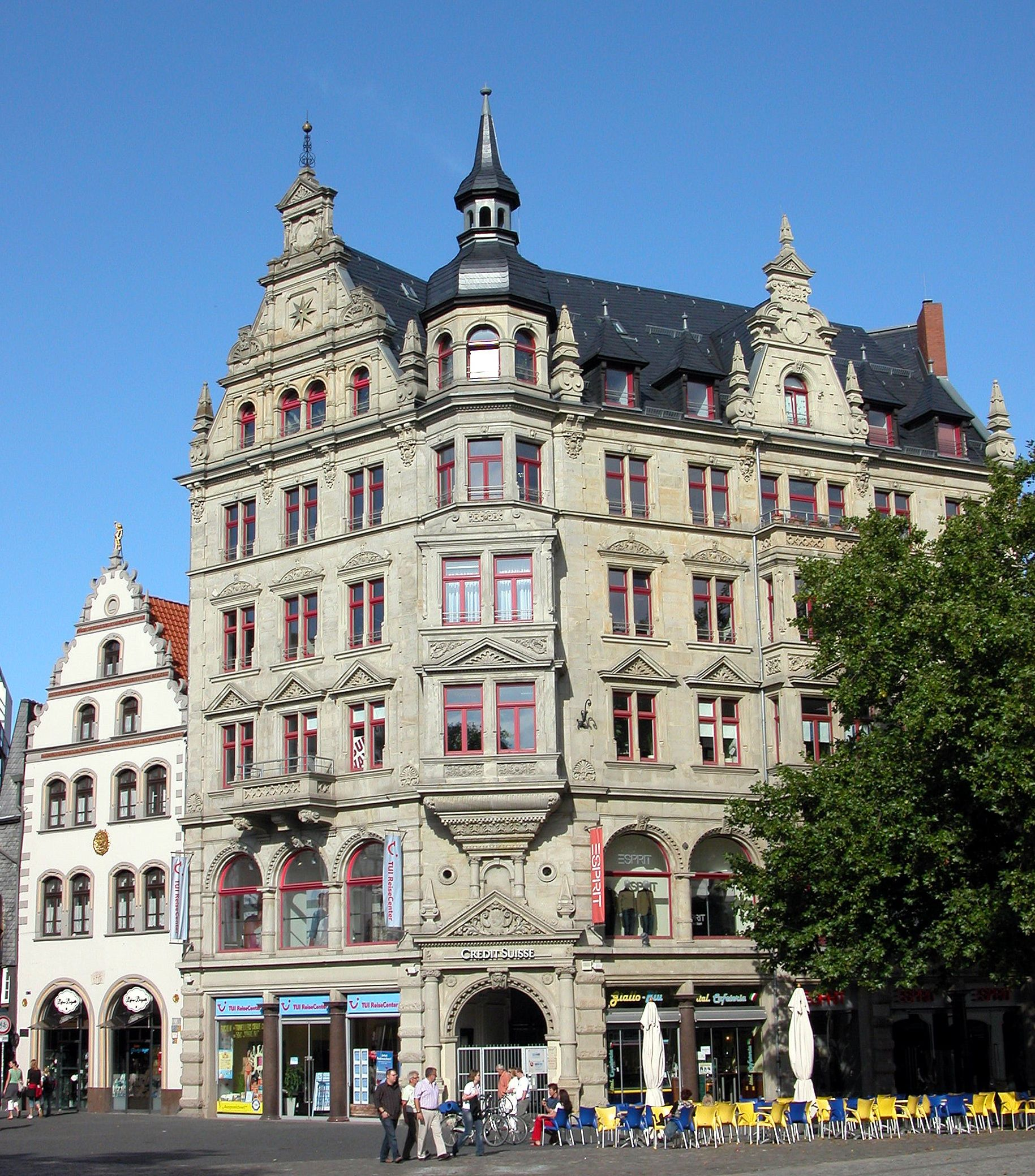
„Haus zum Stern“

An der Ecke zur Schuhstraße befand sich ein sehr großes Fachwerkhaus, das bereits 1356 als „to dem guldenen Sterne“ – „zu dem goldenen Stern“ – bezeichnet wurde, da es an der Westfassade einen großen, goldenen Stern aufwies. Schon Gotthold Ephraim Lessing ist dort bei seinen Besuchen in Braunschweig abgestiegen. Seiner Braut Eva König schrieb er: „Aber in der Rose [= „Haus zur Rose“, s. u.] müssen Sie nicht logieren, sondern gleich daneben im ‚Stern’. Da ist jetzt mein Absteigequartier und Zimmer und alles ist besser …“. Trotz erheblicher Proteste der Bevölkerung, wurde es 1894 abgerissen und durch ein modernes Steingebäude ersetzt, das, nach Beseitigung von Bombenschäden des Zweiten Weltkriegs, auch heute noch dort steht.

### „Haus zur Rose“

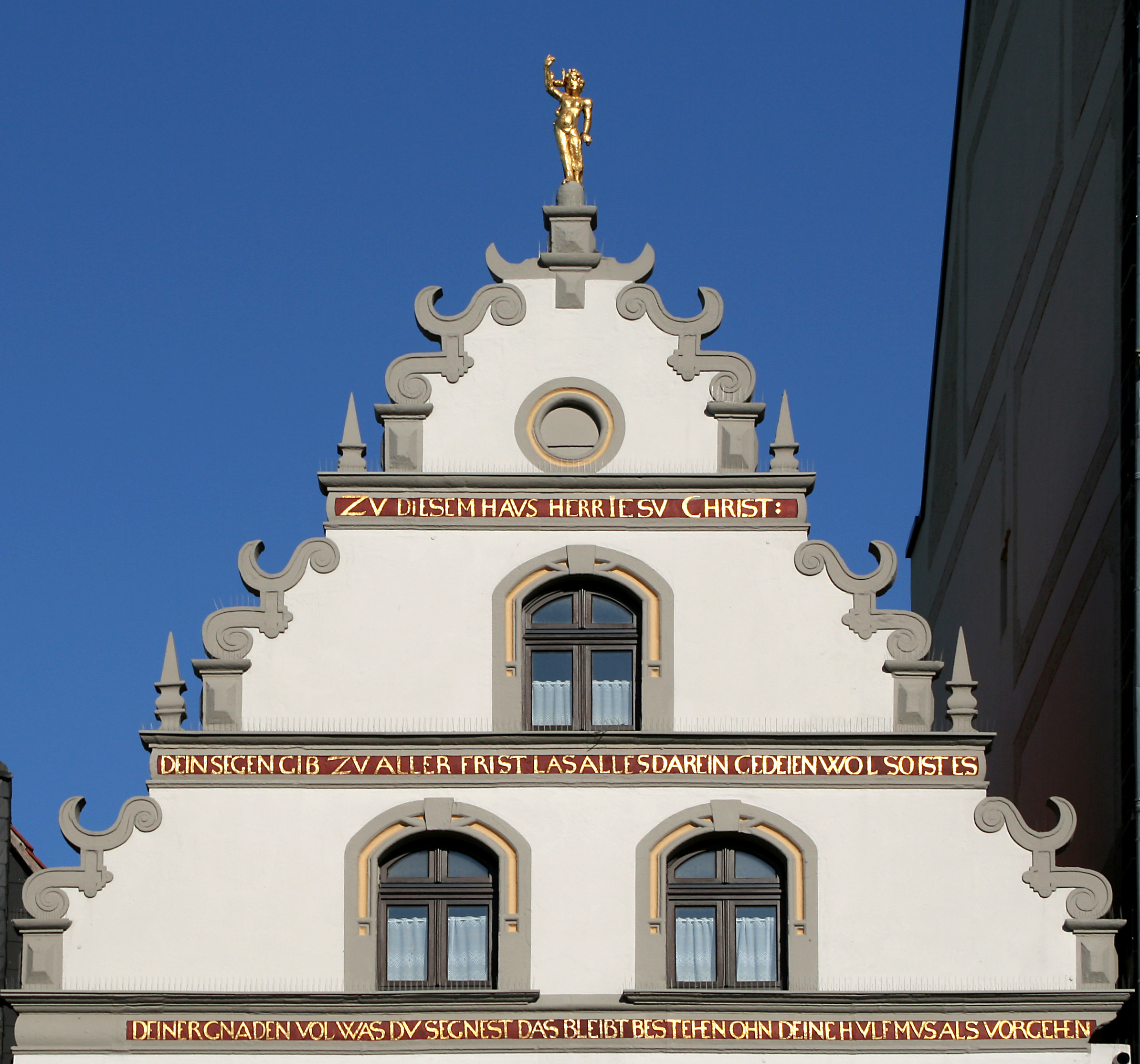
Details der Inschriften

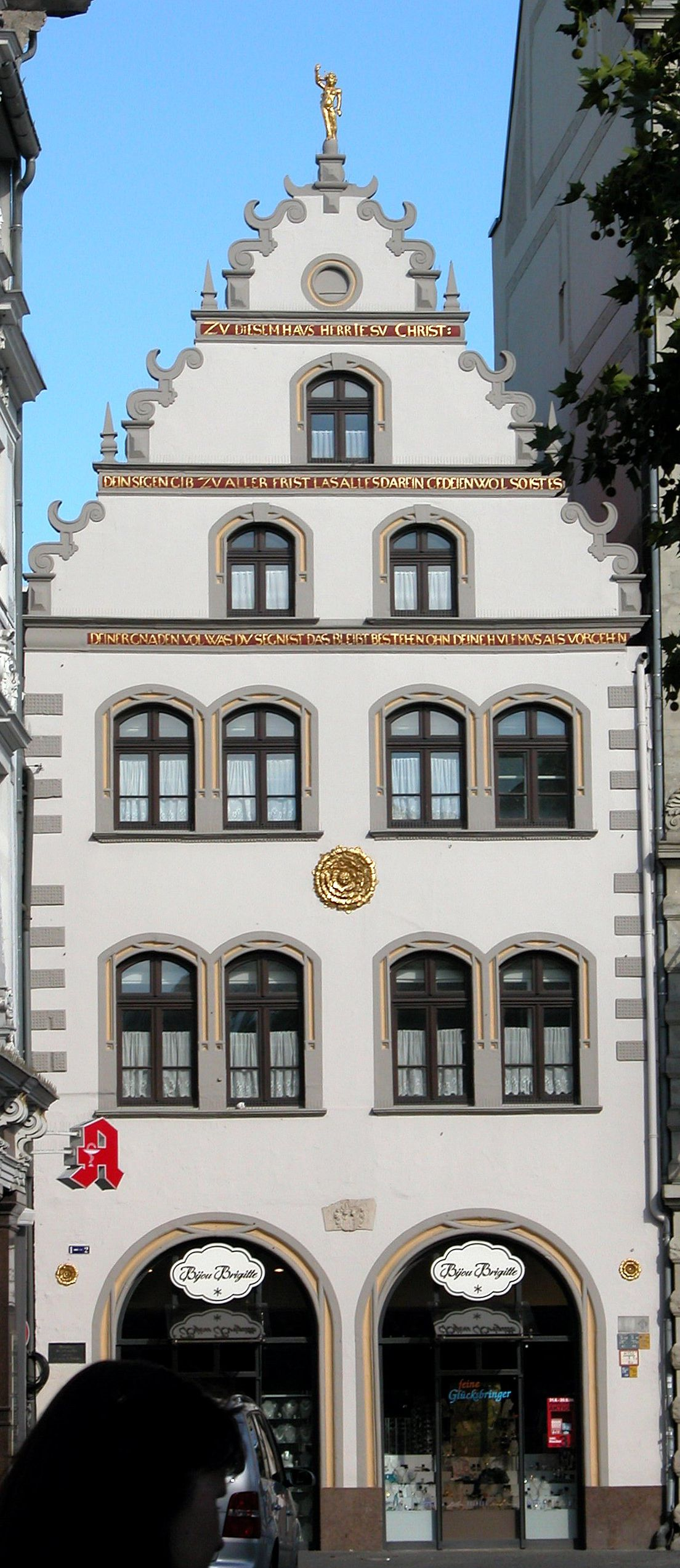
„Haus zur Rose“

Ebenfalls an der Ecke Schuhstraße befindet sich neben dem „Haus zum Stern“ das „Haus zur Rose“. Ein erster Bau stand hier bereits 1268, er wurde 1309 erweitert. Die heute sichtbare Front stammt aus dem Jahre 1590 ist mit einer großen goldenen Rose geschmückt und weist Ähnlichkeiten mit der Ostfassade des nur wenige Meter entfernten Gewandhauses auf. Die Fensterrahmen des „Hauses zur Rose“ zeigen noch den Stil der Spätgotik, wohingegen Erdgeschosswölbungen wahrscheinlich auf Restaurierungsarbeiten des Jahres 1865 zurückgehen. Viele Jahrzehnte hindurch befand sich im Erdgeschoss das „Café Central“.

### „Haus zur Sonne“

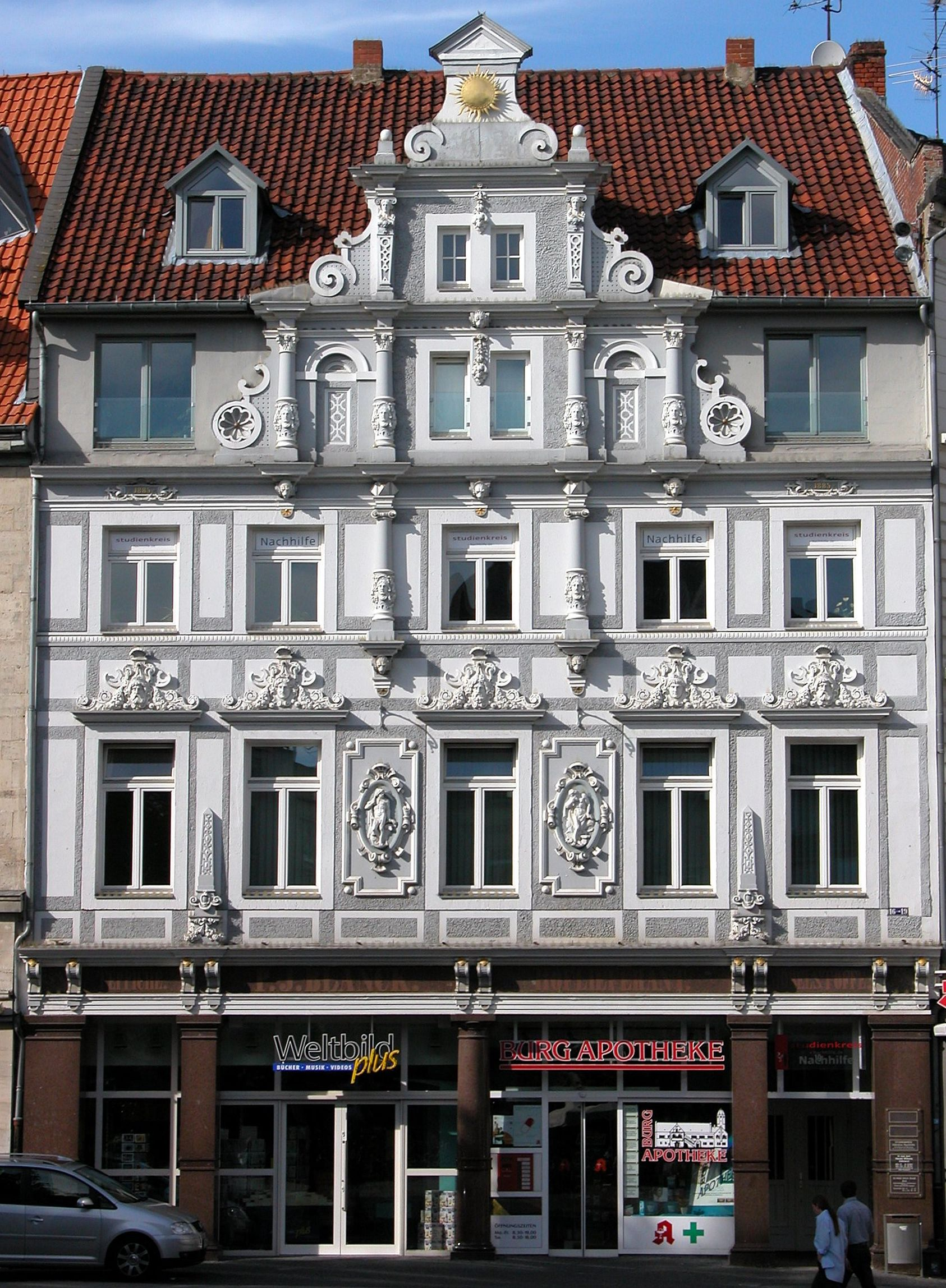
„Haus zur Sonne“

Das „Haus zur Sonne“ befindet sich wie die beiden anderen an der Ecke zur Schuhstraße, aber diesen gegenüber. Seine Fassade ist mit einer goldenen Sonne geschmückt. An Stelle des bereits im Mittelalter bezeugten Baus, errichtete Christian Gottlob Langwagen 1792/93 einen steinernen Neubau, der wiederum 1885 von Constantin Uhde im Stil der Deutschen Renaissance verändert wurde.

### Synagoge
Von 1779 bis 1875 befand sich auf der Westseite des Platzes in einem Hintergebäude (Kohlmarkt 290) die Synagoge der jüdischen Gemeinde. Ab 1875 nutzte diese dann die von C. Uhde erbaute „Neue Synagoge“ in der Alten Knochenhauerstraße.

### „Haus Leuenturm“

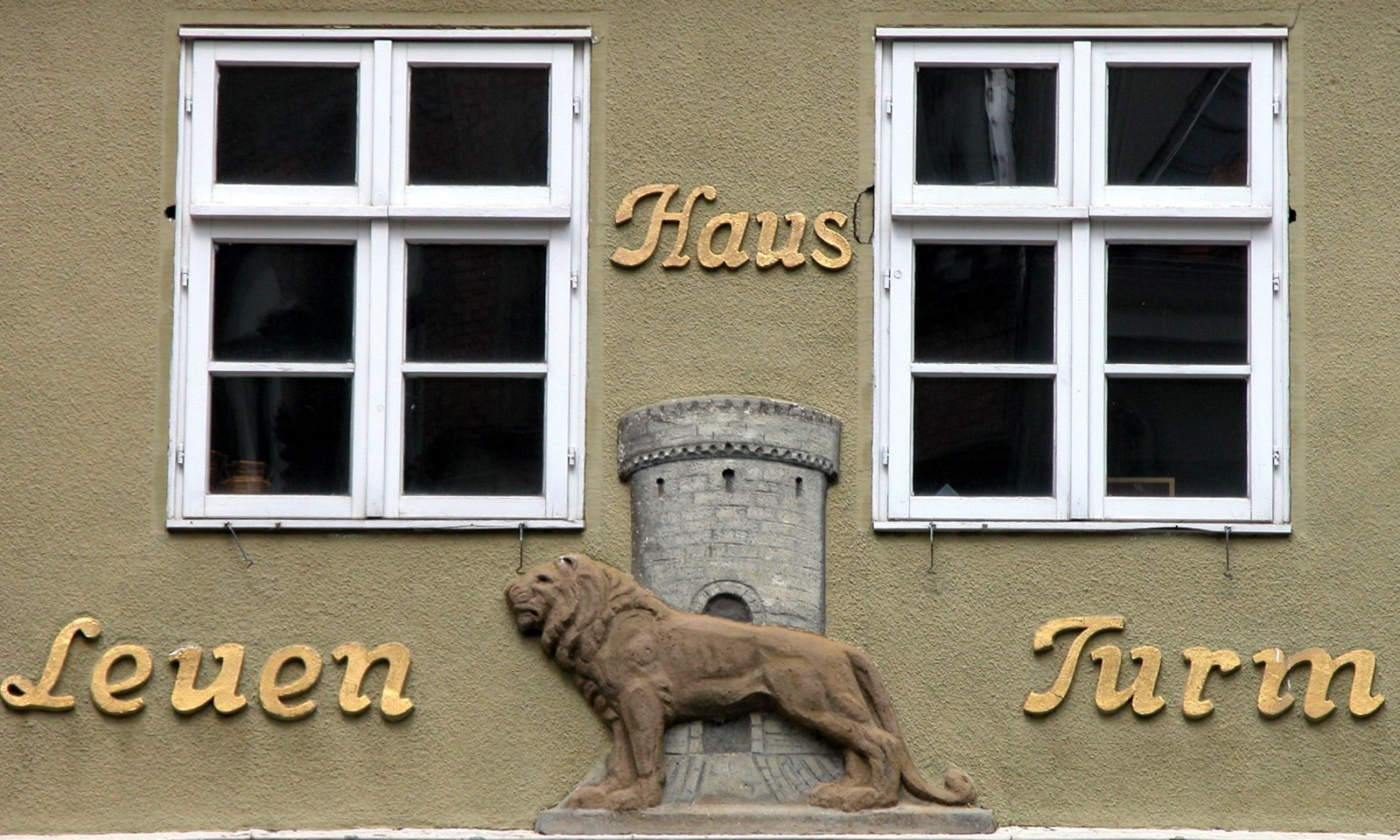
„Haus Leuenturm“

Bis 1639 stand am Übergang vom Kohlmarkt in die Straße Hutfiltern der „Leuenturm“ („Leu“ = „Löwe“). Gelegentlich wurde er auch nach der nahen Kirche als „Ulrichsturm“ bezeichnet. Auf der Fassade eines Hauses, das sich heute wahrscheinlich am Standort des Turmes befindet, ist ein Turm mit einem (Braunschweiger) Löwen abgebildet.

### Kohlmarkt 16

#### „Die alte Münze“

Städtische Münze auf einem Kupferstich von Johann Georg Beck, 1714

Bereits im 11. Jahrhundert hatte es unter den Brunonen und zwischen 1160 und 1200 unter Heinrich dem Löwen Münzprägungen in Braunschweig gegeben. Wegen der allgemeinen Münzverschlechterung und eigener Handelsinteressen wollte der Rat der Stadt Einfluss auf die herzogliche Münze nehmen und konnte ab 1296 pfandweise und ab 1412 in den endgültigen und uneingeschränkten Besitz des Münzrechts gelangen.
War die fürstliche Münze noch Hintern Brüdern 18, im Haus (Hof) zur Eule, dem späteren Domizil der Bierbrauerei Salomon und später bis zur Zerstörung im Zweiten Weltkrieg der Mumme-Brauerei H. Nettelbeck, beheimatet, wurde die städtische Münze hingegen 1345/1368 im am südöstlichen Ende der Schützenstraße gelegenen Eckhaus mit der Assekuranz-Nr. 162 (Kohlmarkt 16) eingerichtet. Zu dem Bau gehörten das Gießhaus, die Schmiede, die Probierstube, das Sitzungszimmer der Münzherren, die Zehnmännerstube und die Große Kämmerei.
Im 15. Jahrhundert prägte die Stadt zunächst nur Pfennige, ab dem Jahre 1499 aber auch Groschen und seit 1546 Taler. Ab 1622 bzw. 1638 wurden Goldgulden und Dukaten geprägt. Nach der Eroberung der Stadt im Jahre 1671 ging das Münzrecht samt Gebäude wieder in herzoglichen Besitz über, 1675 wurden erstmals Taler mit dem Bild des Landesherrn Rudolf August geprägt.
Im Jahre 1719 wurde die Münze in die Heydenstraße verlegt, wo Münzwesen sowie Gebäude unter dem Münzfachmann Johann Philipp Graumann (1706–1762), welcher ab 1749 auch für Friedrich den Großen tätig wurde, ab 1747 umgestaltet bzw. umgebaut wurden. Im Jahre 1771 wurde die Münze auf den Damm verlegt. Nachdem der Betrieb 1860 eingestellt worden war, wurde die Münze 1868 aufgehoben und das Gebäude im Jahre 1870 für den Bau des nördlichen Teils der Münzstraße abgebrochen. Bis zum Jahre 1871 fand noch eine Münzprägung in Hannover statt, dann wurde durch die Deutsche Reichsgründung die Mark zu 100 Pfennig gesetzliche Währungseinheit. Notgeld aus Eisen stellte 1918/21 die letzte Braunschweigische Münzprägung dar.

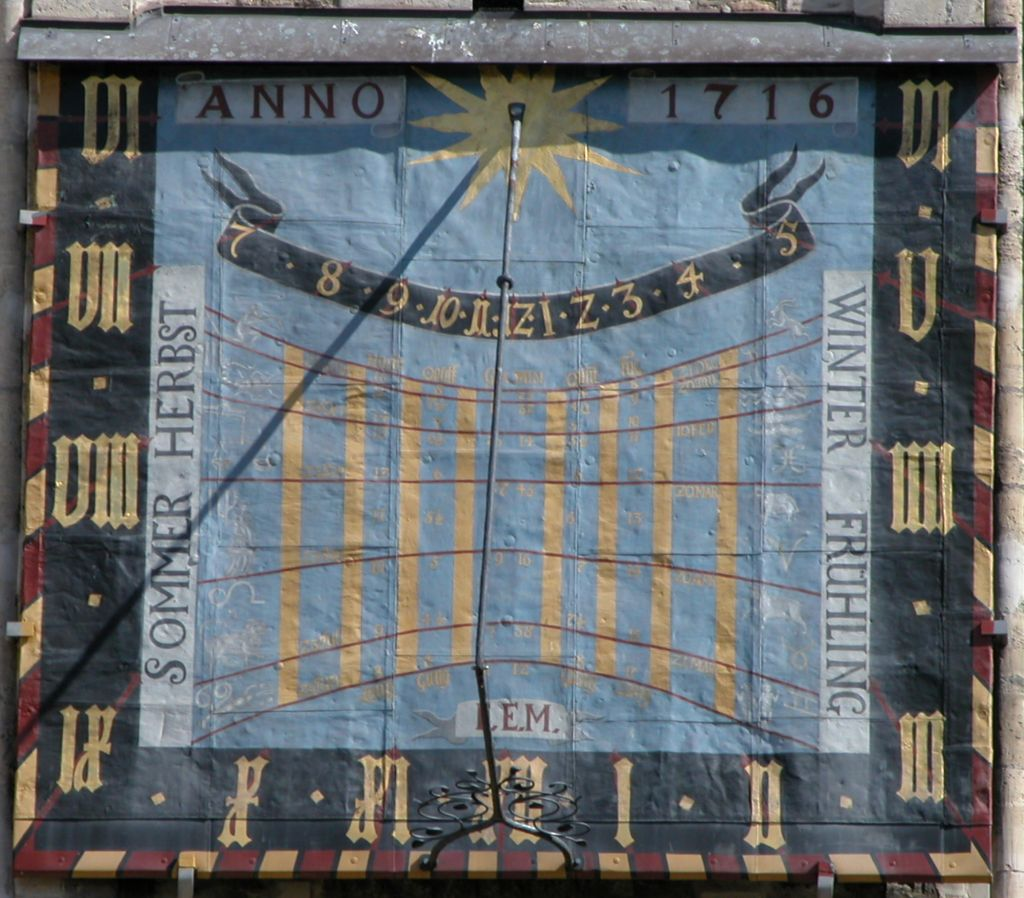
Große Sonnenuhr der Münze am Braunschweiger Dom, 1723

#### Tabakfabrik
Nachdem das Gebäude 1719 verkauft worden war, wurde hier eine Tabakfabrik eingerichtet, die 1723 ausbrannte. Nachfolgend wurden alle Gebäude der alten Münze umgebaut. Die große metallene, 1659 geschaffene Sonnenuhr der alten Münze wurde im Zuge dieser Arbeiten 1723 am Braunschweiger Dom angebracht.

#### Alexander David
Der herzogliche Hoflieferant Alexander David kaufte 1729 Grundstück und Gebäude. Im Hinterhaus richtete er eine Synagoge ein. Alexander David gilt als Wiederbegründer der jüdischen Gemeinde in Braunschweig.

#### Max Jüdel
Das Haus ging im 19. Jahrhundert in den Besitz des Industriellen Max Jüdel über, der es 1907 an einen Geschäftsmann verkaufte. Dieser ließ das Gebäude vollständig abbrechen.

### Waage der Altstadt
Ebenfalls am oder auf dem Marktplatz stand die Waage der Altstadt (erbaut 1354).

### Der Kohlmarktbrunnen

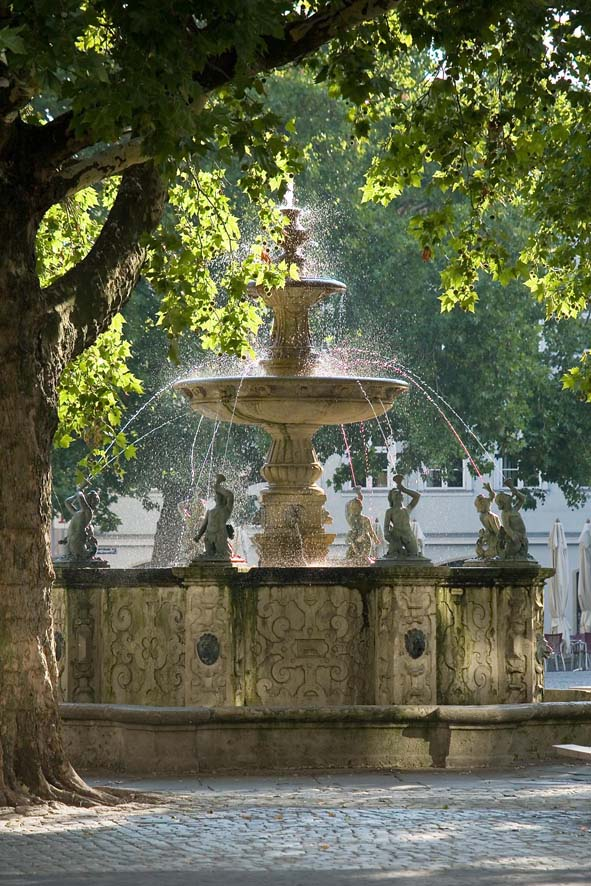
Kohlmarkt-Brunnen

Ein erster Markt- bzw. Trinkwasser-Brunnen ist bereits für 1391 belegt, er versorgte die Bewohner im Bereich des Marktplatzes bis 1865 mit Wasser. Der Brunnen wurde „Joghetbronnen“ oder auch „Ulrichsbrunnen“ genannt. 1869 wurde nach einem Entwurf des Frankfurter Architekten Oskar Sommer der Brunnen errichtet, der noch heute dort zu sehen ist.
In den letzten Jahrzehnten seit Kriegsende wurde der Kohlmarkt vielfach umgestaltet. Durch die Ansiedelung von Cafés und Restaurants mit Außenflächen wurde der Marktplatz in jüngster Zeit wieder belebt und bietet wieder Platz für vielfältige Veranstaltungen. Durch Lichtinstallationen werden diese abends ins rechte Licht gesetzt.